# Summerfield, Ohio
Summerfield là một làng thuộc quận Noble, tiểu bang Ohio, Hoa Kỳ. Năm 2010, dân số của làng này là 254 người.

## Dân số
- Dân số năm 2000: 296 người.
- Dân số năm 2010: 254 người.